# Code de déontologie des ingénieurs
Lire en ligne

version officielle en vigueur

Le Code de déontologie des ingénieurs est un règlement québécois issue de la Loi sur les ingénieurs. Il précise aux membres de l'Ordre des ingénieurs du Québec quels sont leurs devoirs et obligations envers le public, les clients et la profession.